# Silniční most (Hejnice)
Silniční most v Hejnicích je památkově chráněná kamenná barokní stavba vybudovaná v tomto městě ležícím na severu České republiky, ve Frýdlantském výběžku Libereckého kraje. Most se nachází východně od tamního kostela Navštívení Panny Marie v místech, kde silnice číslo III/29016 spojující město s jeho částí Ferdinandovem překračuje údolí řeky Smědé.

## Popis a historie
Vybudován byl v 18. století a tvoří ho dva oblouky z lomového zdiva, které ovšem nemají stejné rozpětí (jeden činí 11,9 metru, druhý 5,3 metru). Délka stavby dosahuje 21,4 metru a výška 12,5 metru. Pilíř je z obou stran zesílen příložkami a krajní opěry mají základy na žulovém podloží na dně rokle. Nejspíše roku 1876 byl most upravován a ve 20. století jeho vzhled utrpěl plošným torkretovým nástřikem. V 90. letech 20. století na něj byla umístěna socha svatého Jana Nepomuckého z roku 1722.
Z mostu kdysi do řeky spadl chlapec Bernat Hoffman, avšak pád mu nezpůsobil žádná poranění. Místo, odkud z mostu padal, je na kameni na mostě označeno jeho monogramem. Také muž, který zde skočil začátkem února roku 2014, utrpěl pouze lehká povrchová zranění.